# Sophie Elise Hummrich
Sophie Elise Hummrich (* 7. April 1995 in Mainz) ist eine deutsche Schauspielerin.

## Leben
Sophie Elise Hummrich wurde am 7. April 1995 in Mainz geboren. Sie wuchs in Mainz und Halle (Saale) auf. Ihre Jugend verbrachte sie in Flensburg, wo sie bis zu ihrem Abitur mit ihrer Familie wohnte. Ihre Mutter ist die Erziehungswissenschaftlerin Merle Hummrich, ihr Vater, Holger Hummrich, ist Chemiker. Sophie Elise Hummrich hat eine Schwester (* 1993).
Schon im Kindesalter begann Hummrich mit der Schauspielerei. Mit sechs Jahren besuchte sie ihren ersten Theaterworkshop am Staatstheater Mainz. Von der Gründung im Jahr 2008 bis Anfang 2012 war sie Mitglied im Improklub des neuen theaters Halle, mit dem sie regelmäßig auftrat.
Für ihre dreijährige Schauspielausbildung zog sie 2015 nach Hamburg. Seither ist sie als Schauspielerin tätig. Sie trat deutschlandweit auf diversen Bühnen sowie Theater- und Musik-Festivals auf, darunter die atonale und das Europäische Klassikfestival.
Hummrich ist auch vor der Kamera aktiv: neben diversen Kurzfilmen trat sie auch in größeren Produktionen auf. Von August bis Dezember 2021 drehte sie in München für die Serie Luden (Könige der Reeperbahn), die seit dem 3. März 2023 bei dem Amazon-Streaming-Dienst Prime Video läuft. Zuletzt drehte sie mit dem NDR für die ARD-Sendung ttt – titel, thesen, temperamente.
Hummrich erhielt von 2019 bis 2021 Gesangsunterricht und Schauspiel-Coaching von Véronique Elling, mit der sie auch zusammen das Theaterstück (Monodrama) „Ich bin Marie Antoinette“ entwickelte.
Von 2022 bis 2023 war Hummrich Co-Moderatorin des Comedy- und Belletristik-Podcasts Bitter im Abgang.
Neben der Schauspielerei und Moderation arbeitet Hummrich in anderen kreativen Bereichen, die unter anderem das Schreiben und multimediale Gestaltung umfassen.
Sophie Elise Hummrich lebt in Hamburg.

## Filmografie (Auswahl)
- 2025: Maskerade
- 2023: ttt – titel, thesen, temperamente (Beitrag: Die Details)
- 2023: Luden
- 2021: Der Kater kommt (interaktiver Kurzfilm)
- 2017: Wandsbeker Chaussee (Kurzfilm)

## Bühne (Auswahl)
- 2022: Gefährliche Liebschaften (Frau von Volanges)
- 2021: King Kongs Töchter (Maggie)
- seit 2019: Krimidinner (Theater Ik's, diverse Rollen)[4]
- seit 2018: Ich bin Marie Antoinette (Monodrama, Marie Antoinette)
- 2018: Katze Bartputzer erkundet das Wetter(Katze Bartputzer)[5][6][7][8]
- 2018: Die Orestie (Klytaimestra)[9]
- 2017: Respekt vor armseligen Gedanken (Daniil Charms)[10]
- 2017: LUST (frei nach Reigen, Die Dirne)[11]
- 2016: Erich Schwans Aktenfall (frei nach Cash on Delivery, Gerlinde Schwan/Linda Swan)[12]
- 2012: Gnadentod (Eugenie Bitter)[13]
- 2008: Der Revisor (Marja Antonowna)